# Parapachymorpha
Parapachymorpha is een geslacht van Phasmatodea uit de familie Phasmatidae. De wetenschappelijke naam van dit geslacht is voor het eerst geldig gepubliceerd in 1893 door Karl Brunner-von Wattenwyl.

## Soorten
Het geslacht Parapachymorpha omvat de volgende soorten:
- Parapachymorpha commelina Thanasinchayakul, 2006
- Parapachymorpha nigra Brunner von Wattenwyl, 1893
- Parapachymorpha spiniger (Brunner von Wattenwyl, 1907)
- Parapachymorpha spinosa Brunner von Wattenwyl, 1893
- Parapachymorpha tetracantha Chen & He, 2001
- Parapachymorpha zomproi Fritzsche & Gitsaga, 2000